# 2024年新泽西州地震
2024年4月5日10时23分，美国新泽西州发生MW 4.8地震，震中距离新泽西州蒂维斯伯里镇约1.5公里。纽约、费城都会区和美国东北部其它地区都有震感，但影响相对较小，纽约州报告无重大损坏，新泽西州报告损害“有限”。当日17时59分，发生一次余震。
本次地震是自1783年新泽西州地震（Mfa 5.3）以来新泽西州发生的最强地震，也是自1884年8月10日MW 5.0地震以来影响纽约的最强地震。

## 構造環境
地震可能發生在拉馬波斷層 (Ramapo Fault)上，該斷層從賓夕法尼亞州延伸到紐約州； 該結構形成於晚三疊世超大陸盤古大陆分裂期間。  或者，它可能發生在弗萊明頓斷層(Flemington Fault)上，這是同一地區較年輕的斷層。 地震發生在先前已發現斷層的地區，並且有可能隨時再次活躍。

## 地震
此次地震震級為4.8級，震源深度為2.9英里（4.7）。 震央位於新澤西州圖克斯伯里鎮(Tewksbury Township)，北緯40.683°，西經74.753°，位於奧德威克(Oldwick, New Jersey)以北約1英里（2）、貝德明斯特(Bedminster, New Jersey)以西4英里（6）、黎巴嫩(Lebanon, New Jersey)東北東5英里（8）。
在地震发生后数小时内，已发生数次余震 （页面存档备份，存于）。其中最大规模的地震为4月5日21时59分（世界协调时）发生的Mwr 3.8地震最大烈度为修订麦加利地震烈度表中IV（4）度。美国地质调查局认为，在未来的1个月内，仅有24％的可能性会发生破坏性地震（M{\displaystyle \geqslant }4）。

## 影响
纽约、费城、特伦顿、长岛等地区均有震感，4200万人受到影响。当天在联合国总部举行的联合国安理会第9596次会议被打断，该会议讨论世界中央厨房车队加沙遇袭案及加沙儿童问题；纽约爱乐的演出被打断。纽约州罗克兰县发生气体泄露事件。新泽西州纽瓦克第七大道的4幢三层房屋受损。

## 地震後果
美国联邦航空管理局完全停止了紐華克自由國際機場和約翰·甘迺迪國際機場的航班。 抵達巴尔的摩/华盛顿瑟古德·马歇尔国际机场、拉瓜迪亞機場、和泰特波羅機場的航班均延誤。 紐瓦克自由國際機場的航空交通管制塔也被疏散。 新澤西州和紐約州的許多政府大樓已暫時關閉。 人們開始討論東海岸未來的地震準備。

## 究責檢討

### 地震警告遲發

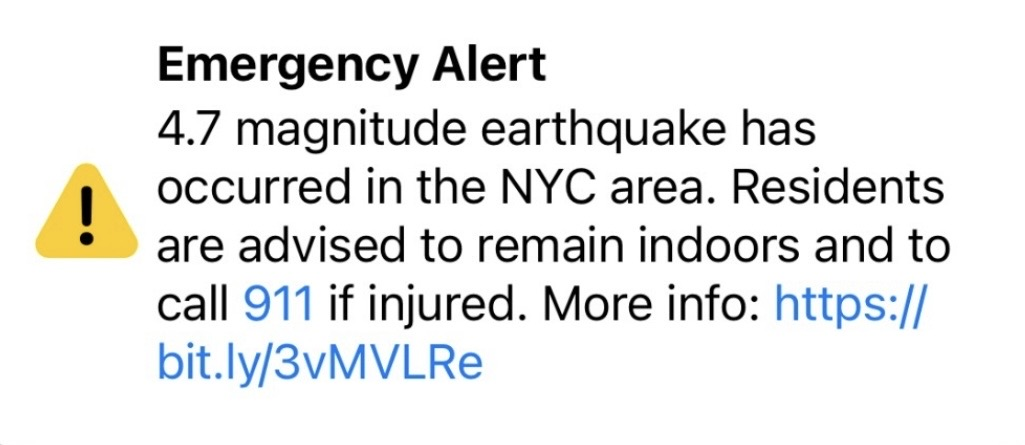
美國地質調查局於此次地震透過細胞廣播傳送到手機的地震速報

紐約市民在地震發生後約40分鐘，手機上才出現提醒地震的警報，紐約市政府因此被批評動作太慢。《紐約時報》報導指紐約市政府在地震發生的26分鐘之後，才於上午10時49分透過「通報紐約市」（Notify N.Y.C.）電子系統，向100多萬名註冊用戶發布地震警報，並在上午11時過後才收到由「無線緊急警報」發送至手機的警報。纽约市紧急应变管理专员伊斯科尔對此表示「20分钟对于发布公共通知来说，是非常、非常快的……我认为我们的团队今天在向公众发布消息方面表现得非常出色。」